# Нью-Йорк, Нью-Йорк (фильм, 2008)
«Нью-Йорк, Нью-Йорк» (англ. Synecdoche, New York — «Синекдоха, Нью-Йорк») — режиссёрский дебют сценариста Чарли Кауфмана, снятый в 2008 году. Премьера фильма состоялась на 61-м Каннском кинофестивале 23 мая 2008 года.

## Сюжет
Театральный режиссёр Кейден Котар ставит новую пьесу. После успешной постановки «Смерти коммивояжера», он получает «грант гениев» Макартура. Кейден полон решимости создать смесь жесткого реализма и честности, что-то, в чём он смог бы реализовать всего себя.
Кейден собирает труппу в огромном помещении склада в театральном районе Манхэттена. Он нацеливает их на торжество приземленного, призывая их моделировать жизни в маленьком макете того самого города, который находится снаружи. По мере роста города внутри склада собственная жизнь Кейдена переворачивается наступившими последствиями: тень его бывшей жены Адели, знаменитой художницы, оставившей его несколько лет назад ради художественной сцены Германии, насмешки над ним на каждом углу. Где-то в Берлине его дочь Олив растет под сомнительным руководством Марии, подруги Адели.
В поисках верного сценического решения проходят десятилетия.

## В ролях
- Филип Сеймур Хоффман — Кейден Котар
- Саманта Мортон — Хейзел
- Мишель Уильямс — Клэр Кин
- Кэтрин Кинер — Адель Лэк
- Эмили Уотсон — Тэмми
- Том Нунен — Сэмми
- Дайан Уист — Эллен Баскомб / Миллисент Уимс
- Дженнифер Джейсон Ли — Мария
- Розмари Мерфи — Фрэнсис

## Награды
- 2008 — Gotham Independent Film Awards
  - Лучший актёрский ансамбль
- 2009 — Независимый дух
  - Лучший дебютный фильм

### Номинации
- 2008 — Каннский кинофестиваль
  - Участник основной конкурсной программы
- 2008 — Chicago Film Critics Association Awards
  - Лучший оригинальный сценарий — Чарли Кауфман
- 2008 — Независимый дух
  - Лучший сценарий — Чарли Кауфман